# 吳舂
吳舂（1512年—？），字以容，江西廣信府貴溪縣人，民籍，明朝政治人物。

## 生平
順天府鄉試第十名舉人。嘉靖十七年（1538年）中式戊戌科會試第七十四名，登第二甲第十名進士。曾官禮部精膳司郎中，改儀制司郎中，二十六年四月升光祿寺少卿。

## 家族
曾祖吳嘉謀，壽官；祖父吳守緒，贈奉政大夫兵部郎中；父吳道南，兵部郎中。母舒氏（封宜人）。具庆下。兄秦；奉（监生）；奏（监生）。弟蓁；劵（监生）。